# Redmi Note 9
Il Redmi Note 9 è uno smartphone android di fascia media prodotto da Redmi, sub-brand di Xiaomi, presentato a fine aprile 2020. Il prezzo di uscita del telefono era di 199€.

## Caratteristiche tecniche

### Hardware
Il dispositivo è grande 162.3 x 77.2 x 8.9 millimetri e pesa 199 grammi. Ha un chipset Mediatek Helio G85, con CPU octa-core e GPU Arm Mali-G52 MC2 950MHz. È presente in due tagli di memoria eMMC: 64 GB di memoria interna e 3 GB di RAM e 128 GB di memoria interna e 4 GB di RAM. Ha la memoria espandibile tramite microSD. Ha connettività 2/3/4G, Wi-Fi 802.11 a/b/g/n/ac dual-band, con supporto al Wi-Fi Direct e all'uso come hotspot, Bluetooth 5.0 con A2DP, LE (risparmio energetico) e aptX HD, il GPS con GPS assistito e supporto GLONASS, Beidou, Galileo, il GPS con L1+L5 e ha la radio FM, la porta a infrarossi, il jack audio da 3.5 mm e la porta USB Type-C 2.0 con supporto OTG. Ha uno schermo IPS LCD da 6,53 pollici con risoluzione Full HD+ e densità di pixel di 395 ppi. Per quanto riguarda le fotocamere, ha quattro sensori sul retro - uno da 48 megapixel con apertura f/1.79, uno da 8 megapixel grandangolare, uno da 2 megapixel macro e uno da 2 megapixel di profondità - con flash LED. La quadrupla fotocamera posteriore può registrare video 1080p a 30 fotogrammi per secondo, o slow motion Full HD a 120 fps. Ha una fotocamera anteriore da 13 megapixel con apertura f/2.25 ed HDR. È dotato di sensore per lo sblocco con impronta digitale montato sul retro. Ha una batteria da 5020 mAh ai polimeri di litio, non removibile. Supporta la ricarica rapida a 18W. Sia il retro che lo schermo sono protetti da vetro Gorilla Glass 5, mentre lateralmente abbiamo un frame in plastica.

### Software
Il dispositivo al 2023 è dotato di Android 12, e di interfaccia utente MIUI 13.0.3